# Arturo Bocchini
 (avril 2016).
Arturo Bocchini (San Giorgio La Montagna, appelé auj. San Giorgio del Sannio, Campanie, 1880 – Rome, 1940) était un préfet, fonctionnaire de police et sénateur italien, chef de la police nationale (la Pubblica Sicurezza) sous le régime fasciste entre 1926 et 1940.
Après avoir assumé la fonction de préfet dans plusieurs grandes villes italiennes, il fut nommé, dans le sillage de l'attentat de Zamboni contre Mussolini, à la tête de la police nationale, et à ce titre réorganisa et renforça les services de police, mettant en place un quadrillage serré de toute la société italienne, notamment au moyen d'une redoutable police politique secrète par lui créée, l'OVRA, et en s'appuyant sur une législation autoritaire adoptée en 1926. Issu en fait de la vieille administration giolittienne, de mentalité légaliste, œuvrant avec doigté, il s'appliqua non seulement à traquer (y compris à l'étranger) les opposants antifascistes, mais aussi à surveiller (y compris en passant outre au secret des lettres et en recourant à la table d'écoute) les potentats locaux et hiérarques fascistes eux-mêmes afin de contrer, sur instruction du Duce, tout élément incontrôlable (squadrisme provincial) et toute tendance centrifuge (fédéralisme), en vue d'instaurer une pesante bureaucratie centralisatrice, c'est-à-dire de parachever le processus dit de normalisation fasciste engagé quelques années avant sa nomination.

## Origines et débuts dans l'administration

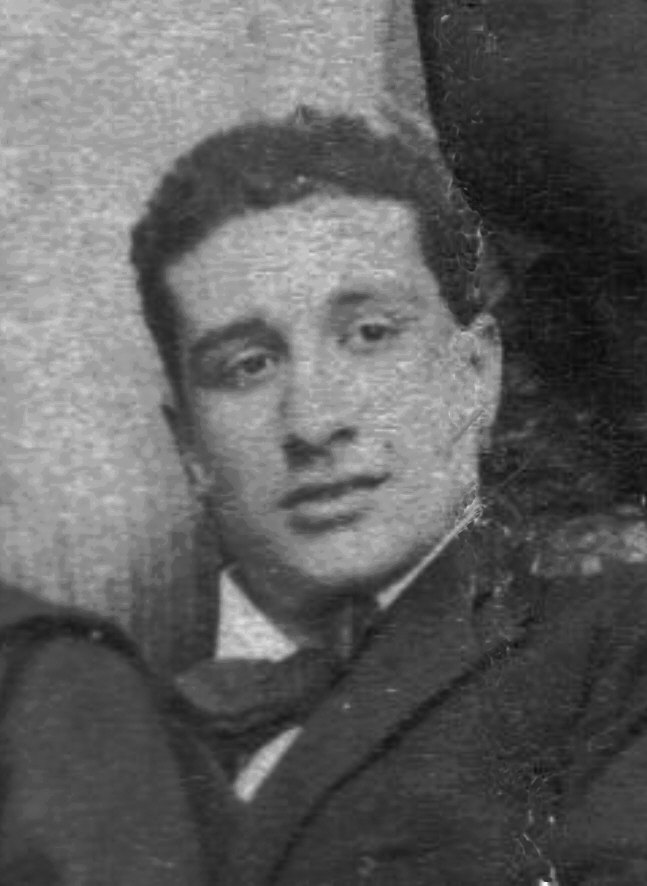
Arturo Bocchini, jeune.

Fils de Ciriaco Bocchini, riche propriétaire terrien, président de la députation provinciale de Bénévent en Campanie et médecin à ses heures perdues, et de Concetta Padiglione, issue d'une noble famille napolitaine libérale (un sien aieul avait pris part aux insurrections de 1821, aux côtés de Michele Morelli et de Giuseppe Silvati), il était le dernier-né d'une fratrie de sept enfants.
Après avoir obtenu sa licence en droit à l'université de Naples, il entama en 1903 une carrière dans l'administration et connut une rapide ascension. En décembre 1922, à la faveur de ce que le nouveau gouvernement de Mussolini procédait alors à un vaste mouvement de cadres, principalement dans le dessein d'écarter des préfectures les fonctionnaires liés à l'ancienne classe politique, Bocchini fut promu, à l'âge de seulement 42 ans, préfet à Brescia, en remplacement de De Martino, ancien chef de cabinet de Francesco Saverio Nitti. Tandis qu'il occupait ce siège, il noua des relations avec le futur secrétaire du Parti national fasciste, Augusto Turati, et prit parti, dans la question des contrats agricoles, pour les organisations fascistes contre celles catholiques. Ensuite, de décembre 1923 à octobre 1925, il fut nommé, peu avant les élections d'avril 1924, préfet d'abord de Bologne – élections lors desquelles il fut du reste accusé par l'opposition d'avoir exercé des pressions sur l'électorat et violé le secret du scrutin –, puis de Gênes, entre octobre 1925 et septembre 1926, où il favorisa les organisations fascistes locales au détriment de la Fédération italienne des travailleurs de la mer et du secrétaire de celle-ci, le commandant Giulietti.
Le 13 septembre 1926, par décision de Luigi Federzoni, il fut appelé à Rome pour y prendre la tête de la direction générale de la Pubblica Sicurezza (litt. sécurité publique, police d'État), soit la cinquième division (personnelle).
Il était inscrit à la fédération de Rome du Parti national fasciste à partir de janvier 1923 et à l'UNFS (Unione Nazionale Fascista del Senato) à partir de février 1933.

## À la tête de la police nationale
S'étant acquis une réputation d'homme capable et fiable, en particulier après que la visite de Mussolini à Gênes en mai 1926 se fut déroulée sans incident aucun, c'est à lui que l'on songea lorsqu'il s'agit de trouver à la tête de la Pubblica Sicurezza un remplaçant à Francesco Crispo-Moncada, qui n'avait pu empêcher l'attentat de Violet Gibson contre Mussolini en avril 1926. À la suite de l'attentat Lucetti en septembre 1926, Bocchini fut alors effectivement appelé à la direction générale de la police nationale.
Il prit ses fonctions alors que le gouvernement, en réaction à un nouvel attentat contre le Duce, perpétré par Zamboni le 5 novembre, prit une série de mesures législatives dites lois fascistissimes, tendant à la mise en place d'une structure répressive pour au moins les cinq années suivantes. Les premières dispositions à entrer en vigueur furent celles du Texte unique de Sécurité publique (en it. Testo unico di Pubblica Sicurezza, connu aussi sous son abréviation TULPS), promulgué le 6 novembre 1926, lequel e.a. définissait les conditions d'application du confino di polizia (résidence surveillée) pour délits de droit commun et politiques, prévoyait les sanctions pénales contre l'expatriation clandestine à buts politiques, et habilitait les préfets à dissoudre les associations menant des activités contraires au régime. En juin 1931 fut approuvé un nouveau texte unique de sécurité publique, qui pour sa plus grande part reprenait les dispositions de 1926, mais en en durcissant toutefois quelques-unes, et en élargissant encore le domaine discrétionnel d'intervention des autorités de police.
C'est dans ce contexte législatif que Bocchini sera, en qualité de chef de la police, pendant 14 ans l'homme de la sécurité publique de Mussolini. Dès le 8 novembre 1926, c'est-à-dire à peine deux jours après l'entrée en vigueur des lois spéciales de sécurité, il fit déjà arrêter des députés communistes, ou de simples suspects de dissidence, parmi eux également Antonio Gramsci.
Les efforts de Bocchini tendaient cependant en premier lieu au renforcement général de la police, obtenant notamment que les dotations budgétaires de celle-ci fussent considérablement augmentées, nonobstant qu'elles eussent déjà été plus que quintuplées au cours des années précédentes. Les fonds secrets, gérés directement par le chef de la police, revêtaient une signification particulière, et s'élevaient à 500 millions de lires.
D'autre part, l'action de Bocchini poursuivait deux objectifs principaux : d'un côté assurer la sécurité personnelle de Mussolini, par la mise sur pied de brigades spéciales de police (les squadra presidenziale), de l'autre de constituer un réseau efficace, serré et secret, de surveillance des opposants aux fascisme.
Bocchini aimait toutefois à insister sur l'aspect du maintien de l'ordre, comme il appert de la série de circulaires qu'il fit parvenir aux préfets pour préciser les normes d'application du TULPS, l'une de ces circulaires soulignant en effet que la notion d'ordre public ne devait plus avoir son ancienne signification purement négative, mais, écrit-il, « signifier vie non troublée et pacifique des ordonnancements politiques, sociaux et économiques positifs qui constituent l'essence du régime ».

## L'OVRA
C'est en premier lieu dans un but de surveillance des dissidents que Bocchini décida de créer fin 1927 un nouvel appareil de police politique, placé sous sa dépendance directe, et donc soustrait à l'interférence des préfets. Ce nouveau service prit d'abord la forme d'un inspectorat spécial de police ayant siège à Milan, puis en un deuxième temps s'élargit aux villes de Bologne, Florence, Bari et Naples. Le nom OVRA, (Opera di Vigilanza Repressione Antifascista) fut semble-t-il forgé par Mussolini lui-même quand fin 1930 celui-ci voulut que l'OVRA s'étendît sur la totalité du territoire de l'Italie.

### Répression de l'antifascisme
Le repérage et la répression des opposants au fascisme était l'objectif premier de l'OVRA. Sa création permit à Bocchini de compléter les outils déjà à sa disposition pour réprimer les activités politiques et subversives contre le pouvoir fasciste. Un réseau serré d'informateurs, déployé tant en Italie même qu'à l'étranger, en particulier dans les foyers du fuoruscitismo (opposition politique menée par des exilés), permettait d'être informé des activités des opposants et à prévenir leurs actions.
Il est estimé que sur l'ensemble des personnes arrêtées par l'OVRA, 10 000 environ furent envoyées en exil ou assignées à résidence sur quelque île méditerranéenne éloignée, et que 5619 (y inclus les inculpés de délits non politiques) furent jugées par le Tribunale Speciale, qui prononça quelque 4 600 condamnations, totalisant 27 753 années d'incarcération. Les conditions d'existence dans ces lieux étant réputées très rudes, nombre d'anti-fascistes furent portés, par souci de leur propre sécurité, à quitter le pays. De 1927 à 1940, 33 personnes seulement furent condamnées à mort par le Tribunal spécial, desquelles 22 furent effectivement exécutées. Les plus durement frappés étaient les communistes, les Slovènes, les anarchistes et les membres de l'organisation antifasciste Giustizia e Libertà.

### Normalisation fasciste
Cependant, dans le dessein de Mussolini, le domaine d'action de l'OVRA devait être plus large, et ses activités d'investigation s'étendre jusqu'à contrôler toutes les manifestations de dissidence y compris dans les rangs mêmes du fascisme. À cet effet, Bocchini eut soin, appuyé en cela par Mussolini, de protéger les brigades de la Pubblica Sicurezza contre les tentatives d'infiltration politique et d'en préserver l'autonomie comme organe de contrôle et de répression. Il s'agissait en clair de poursuivre la politique dite de normalisation entreprise durant les années précédentes, et à laquelle Bocchini avait déjà prêté son concours alors qu'il était préfet à Bologne, ce qui l'avait dès cette époque mis fortement en conflit avec les groupes fascistes locaux. De fait, à l'entrée en fonction de Bocchini, le processus de normalisation était déjà parachevé, et, avec la disparition du brigadisme (squadrismo) provincial, l'écornement des initiatives locales autonomes et l'entrée en vigueur du nouveau statut administratif bureaucratique et autoritaire, une atmosphère suffocante s'était installée dont le parti fasciste lui-même devint la victime.
Bocchini cependant se garda d'instaurer un régime proprement totalitaire, mais sut manœuvrer avec habilité et efficacité entre la structure autoritaire du régime et la persistance, qu'il prenait en compte avec réalisme, de multiples centres de pouvoir non entièrement assimilés au régime. Aussi son activité policière fut-elle axée en premier lieu sur un contrôle général de l'ordre public et de la sûreté politique du régime, tandis que le système répressif, s'il eut un large rôle, demeurait néanmoins auxiliaire, situation du reste favorisée par les faibles répercussions des actions subversives de l'opposition antifasciste.
Cela se traduisait notamment par le fait que Bocchini put s'en tenir à la règle de ne déférer devant le Tribunal spécial que les opposants les plus en vue et les plus actifs, et de limiter à des sanctions administratives – admonestation, sommation, assignation à résidence (confino) – les peines infligées aux suiveurs (les grégaires). Dans le même esprit, il fit interdiction aux autorités préfectorales de procéder à des dénonciations devant le Tribunal spécial avant qu'il n'en eût préalablement donné son autorisation, de façon à soustraire les préfets aux pressions des hiérarques locaux, et enjoignit aux organes de la Pubblica Sicurezza d'appliquer des procédures rigoureuses d'enquête et d'instruction, afin que l'action répressive ne s'égarât pas à poursuivre des buts secondaires.
Détenant tous les leviers de l'appareil policier du régime fasciste, mais faisant preuve de dons d'équilibre, ayant de plus réussi à produire une ambiance de sécurité en Italie, Bocchini put passer pour un personnage certes omnipotent mais bienveillant, à telle enseigne que son successeur à la tête de la police nationale, Carmine Senise, lui appliqua, à tort, le qualificatif de modérateur du régime, et que quelque reconnaissance similaire lui advint y compris de la part des antifascistes.

### Surveillance des hiérarques fascistes
Si Mussolini porta son choix sur Bocchini, ce fut également pour contrarier les hiérarques du régime, et faire obstacle à leurs déprédations et à la fronde interne au parti national fasciste. Il y eut à l'inverse, de la part de quelques haut placés, tels que Guido Buffarini Guidi et Achille Starace, des tentatives insistantes et continues visant à la fascistisation de la police nationale, en particulier lorsqu'il fut devenu clair que la milice volontaire pour la sécurité nationale, et avec elle la police de parti, était une chose inutile et inefficace. Bocchini cependant, en cela infailliblement appuyé par Mussolini, campa sur ses positions et ne permit pas que les podestats et caciques locaux eussent jamais leurs entrées dans la police.
Entre-temps, plus particulièrement après la guerre d'Éthiopie, le contrôle policier, notamment par le biais de l'OVRA, ne cessa de s'intensifier à l'encontre des principaux dirigeants du parti, y compris des ministres, soumis à une surveillance ininterrompue, notamment par une mise sur table d'écoute permanente de leurs communications téléphoniques. Roberto Farinacci, dans une lettre adressée à Mussolini en décembre 1932, se plaignit des « inculpations incontrôlables et irresponsables de l'OVRA, composée malheureusement des pires éléments de la société ». À ce même propos éclatèrent entre Bocchini et le comte Giacomo Suardo, sous-secrétaire aux Affaires intérieures de 1926 à 1928, de vives disputes, symptomatiques des préoccupations des dirigeants fascistes concernant le contrôle exercé par Bocchini, au moyen des organes de la police d'État, sur tous les aspects de la vie du régime.

## Dernières années

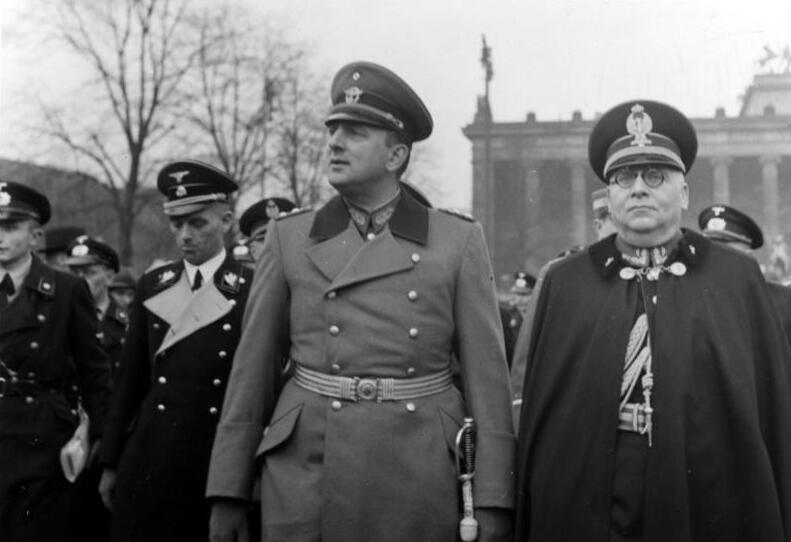
Bocchini aux côtés du chef de la police nazie Kurt Daluege.

Bocchini avait resserré ses relations avec Galeazzo Ciano, gendre du Duce, avec qui il se mit à conférer régulièrement. En 1939, pour favoriser Ciano, il couvrit dans ses rapports à Mussolini les aspects négatifs de l'expédition en Albanie. En juillet 1939, il remit à Mussolini une série de rapports défavorables à l'entrée en guerre de l'Italie, attirant l'attention sur la situation économique et sociale du pays et signalant la disposition anti-allemande de l'opinion publique italienne.
Lors de la préparation des lois antijuives et lors des persécutions antisémites qui suivirent les décisions du Grand Conseil du 6 octobre 1938, Bocchini ne joua pas, au contraire de Buffarini-Guidi, de rôle de premier plan. Son engagement en la matière consista à donner corps à ce qui était la directive générale de Mussolini sur la persécution des Juifs en Italie, en poussant ceux-ci à un prompt exode sous l'effet de mesures administratives et par des rencontres directes avec les représentants de l'Union des communautés israélites. Il rejeta cependant en juillet 1940 l'invitation de Reinhard Heydrich à étudier le fonctionnement des camps de concentration allemands et à envoyer en Allemagne une délégation d'étude de fonctionnaires italiens. Son attitude malléable durant la campagne anti-juive porta la presse étrangère à lui attribuer injustement une influence modératrice sur le pouvoir fasciste.

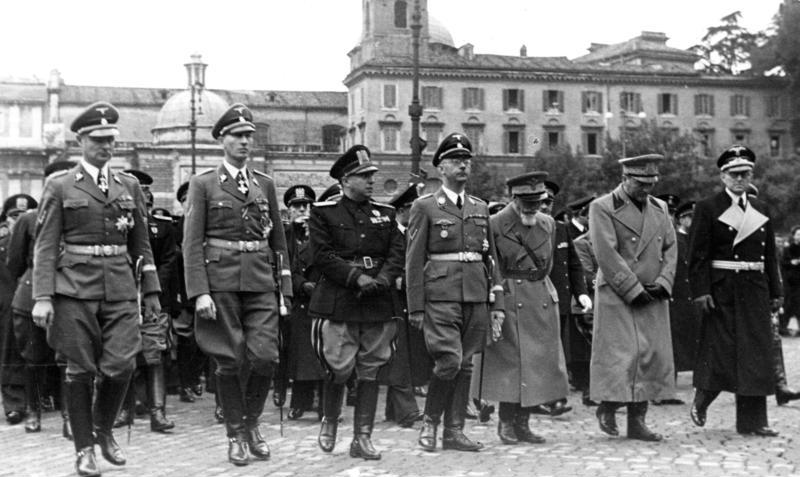
Heydrich (2e à partir de la gauche) et Himmler (4e à p. de la g.) assistant aux obsèques de Bocchini sur la piazza del Popolo à Rome.

La position de Bocchini se trouva subitement menacée lorsqu'en mai 1933 Buffarini-Guidi fut nommé sous-secrétaire aux Affaires intérieures. Celui-ci, aspirant à se substituer à Bocchini comme intermédiaire entre Mussolini et le ministère de l'Intérieur, intrigua avec Starace, alors secrétaire du parti, pour e.a. persuader le Duce d'espacer ses entretiens quotidiens avec Bocchini. Ce dernier réagit en cherchant une solution de compromis avec Buffarini, et surtout en étendant ses rapports de collaboration avec Ciano, dont la position au sein du pouvoir fasciste ne cessait de se renforcer. À cet égard lui bénéficièrent également les liens qu'il sut nouer avec Heinrich Himmler, le chef de la police nazie. En mars 1936, il dirigea avec succès une mission italienne en Allemagne, organisée en vue de la signature d'un accord technique entre les polices des deux pays pour combattre le communisme et la franc-maconnerie, mais la visite acquit une portée plus large, et Bocchini eut notamment des entrevues avec Adolf Hitler et Hermann Goering. En octobre 1939, un nouvel entretien entre Bocchini et Himmler permit de fixer les conditions du rapatriement des citoyens germaniques et de l'émigration vers l'Allemagne des allogènes allemands du Haut-Adige.
Il fut nommé en 1933 sénateur du royaume d'Italie et fut membre de la commission des Affaires intérieures et de la Justice d'avril 1939 jusqu'à sa mort en novembre 1940.
Bon vivant, ayant une liaison avec une femme de 32 ans sa cadette, il mourut inopinément au retour d'un copieux repas à l'hôtel Ambasciatori de Rome, terrassé par une apoplexie. Plusieurs hauts dignitaires nazis, dont Himmler et Heydrich, assistèrent aux funérailles de celui qui avait été surnommé le viceduce ou le Fouché de Mussolini.
Son successeur à la direction de la police nationale fut, non sans hésitations, Carmine Senise.

## Décorations

### Décorations italiennes
- Chevalier grand-croix de l'ordre des Saints-Maurice-et-Lazare
- Chevalier de l'ordre civil de Savoie
- Chevalier grand-croix de l'ordre de la Couronne d'Italie

### Décorations étrangères
- Chevalier grand-croix de l'ordre de Saint-Grégoire-le-Grand - 9 avril 1937
- Chevalier grand-croix magistrale de l'ordre souverain de Malte
- Chevalier grand-croix de l'ordre impérial du Joug et des Flèches (Espagne) - 19 mai 1939[6]